# コルンバ (ブラジル)
コルンバ（Corumbá）は、ブラジルの都市。マトグロッソ・ド・スル州に属し、州都カンポグランデからは425km北西に位置する。人口11万2058人（2020年）。面積は64960km2で広大である。

## 概要
コルンバは農業、畜産、精錬業を中心とした都市であり、また世界有数の大湿原であるパンタナールに面する町として観光業も近年さかんになってきている。
コルンバ国際空港からは国内外の各地に定期便が就航している。また、もうひとつの空港としてプエルト・スアレス国際空港が市内から20kmの地点にある。鉄道も東のカンポグランデと西のボリビアとを結ぶものが走っている。コルンバはマトグロッソ・ド・スル州の北西端に位置し、州内で群を抜いて最大の面積を持つ。西はボリビアおよびパラグアイと接する。特にボリビアとは鉄道及び道路が接続しているため、ボリビアから買い物や交易に訪れる客も多い。ボリビア側の町プエルト・スアレスとコルンバとはフリーゾーンとなっている。パラグアイとの国境は町の南側の農園地帯に位置する。
コルンバは1778年に軍の前哨基地として設立され、1865年から1870年の三国同盟戦争後、パラグアイ川の国際交易の接点として重要性を増した。1878年には町に昇格した。近くのUrucum山には豊富な鉱床が存在している。
市の北と東に広がるパンタナールは、南米最大かつ最も重要な湿原として知られている。このうちマトグロッソ・ド・スル州に属する部分を南パンタナールといい、コルンバがその玄関口となっている。パンタナールには、1999年には世界自然保護基金によれば魚が263種、哺乳類122種、爬虫類が93種、蝶が1132種、656種の鳥類、1700種の植物が生息しているとされる。
コルンバの市街地は二つのエリアに分かれる。低地エリアは古い村と今は使われていない港がある。高地エリアは新市街であり、碁盤の目に整備された広い街並みと河港がある。街並みはほかのブラジルの町のようにポルトガルのコロニアル風の街並みではなく、パラグアイのアスンシオンやアルゼンチンのブエノスアイレスの郊外、ウルグアイの田舎の町、リオグランデ・ド・スル州といったラプラタ川流域の町と同じくイタリアの新古典派の影響を受けた街並みとなっている。都市化率は90%に達する。近年では生活の向上に伴い出生率が低下しており、人口増加が緩やかになってきている。
| 人口推移 | 人口推移 |
| -------- | -------- |
| 1970     | 48,600   |
| 1980     | 67,500   |
| 1991     | 88,360   |
| 1993     | 89,585   |
| 1996     | 89,083   |
| 2000     | 95,700   |
| 2004     | 99,441   |
| 2005     | 100,268  |
| 2006     | 101,089  |

## 姉妹都市
- ピサ, イタリア
- ダンケルク, フランス